# Oudegracht 279

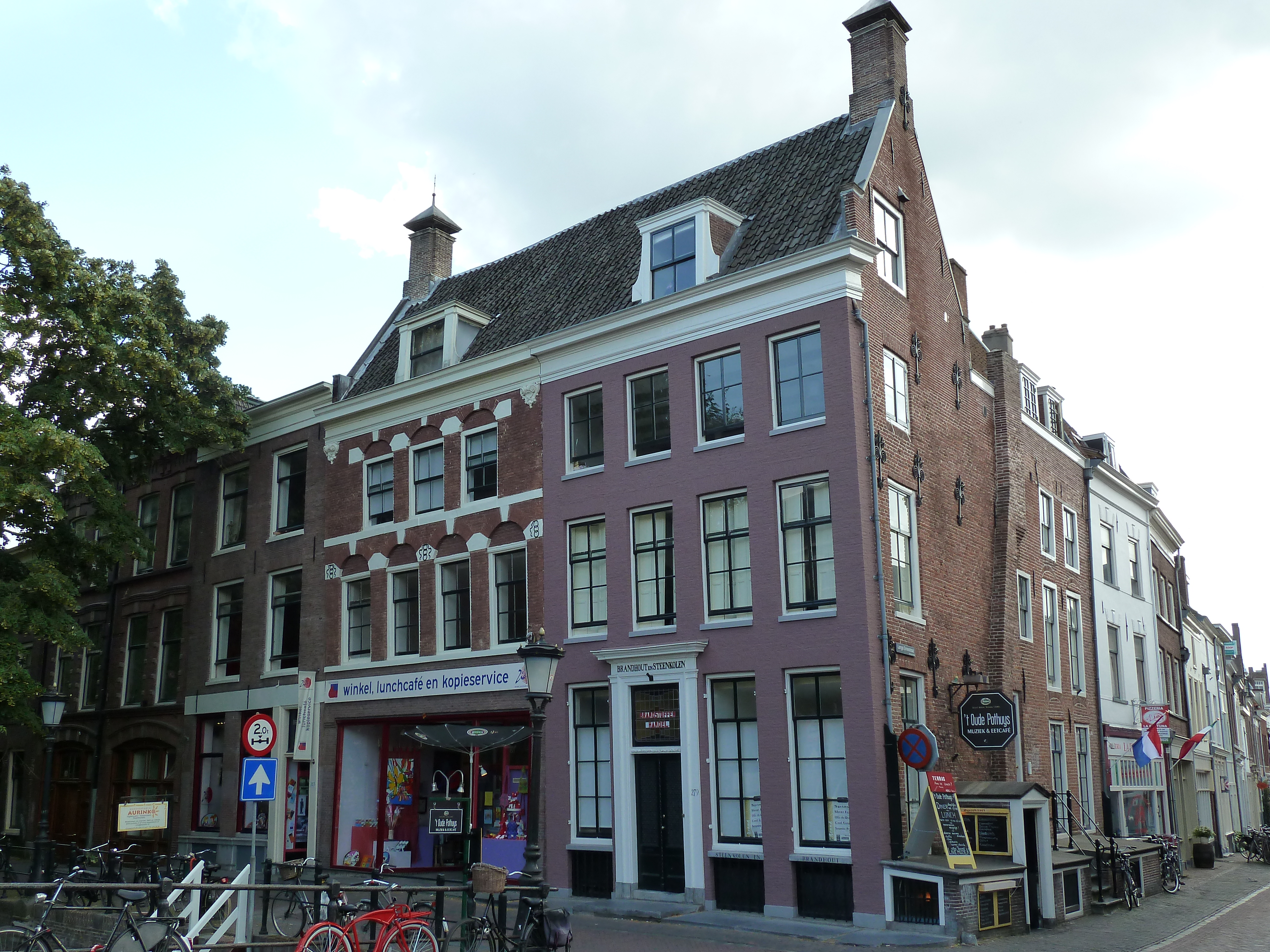
Oudegracht 279 en 281

Oudegracht 279 is een rijksmonument in de Utrechtse binnenstad dat gelegen is op de hoek van de Oudegracht en de Lange Smeestraat.

## Geschiedenis
Op nummer 279 was waarschijnlijk al sinds 1621 een bierbrouwerij gevestigd. In 1636 kwamen de panden De drie Ringen op nummer 281 en De Rooster op nummer 279 in handen van dezelfde familie. De familie liet vermoedelijk een extra verdieping erop aanbrengen, het huidige dak plaatsen en de voorgevel vernieuwen. Na ruim een eeuw in bezit te zijn geweest van die familie werd nummer 279 verkocht, waarna het pand diverse eigenaren kende. In de 19e eeuw zijn de voor- en zijgevel van nummer 279 geheel gewijzigd tot de huidige vorm. Tot in de 20e eeuw was er een handel in brandstoffen (steenkool, brandhout etc.) in gevestigd. Het pand bezit een werfkelder. De kelder loopt nog een eind door onder de Lange Smeestraat en heeft een tweede buitentoegang via het pothuis. Een gedeeltelijke restauratie is met behulp van het Utrechts Monumentenfonds uitgevoerd in 1975/1976, waarna eet- & muziekcafé 't Oude Pothuys in de kelder werd gevestigd.

## Trivia
Op deze locatie begint het kunstwerk De Letters van Utrecht.